# 七台河西站
七台河西站位于中国黑龙江省七台河市勃利县小五站镇保安村，为哈尔滨铁路局管辖的车站，车站设2台6线。2021年12月6日随牡佳客运专线开通并投入使用。

## 车站规模
七台河西站站房建筑面积约1万平方米，站房综合楼为两层，候车大厅处为一层，局部地下为一层，车站规模为2台6线。站房最高点相对地面高度为19.1米，站房前设置10.82米宽的站前平台。